# Scleropogon brevifolius
Scleropogon  es un género monotípico de plantas herbáceas,  perteneciente a la familia de las poáceas. Su única especie: Scleropogon brevifolius, es originaria del sudoeste de Estados Unidos, norte de México, Chile y Argentina. 

## Descripción
Son plantas perennes; estolonífera o estolonífera y cespitosa con tallos de 10-20 cm de alto;  herbácea. Hojas mayormente basales; no auriculadas. La lámina lineal; estrecha; de 1.5-2 mm de ancho; plana para plegada (plegada y arqueada arriba); sin venación. La lígula es una franja de pelos (muy corta). Son plantas monoicas con todas las espiguillas fértiles unisexuales o dioicas; sin floretes hermafroditas. Las espiguillas de formas sexualmente distintas en la misma planta (monoicas, las espiguillas masculinas y femeninas mezcladas o en panículas por separado), o todas iguales en la sexualidad (dioica); sólo femeninas o sólo masculinas.  Plantas de fecundación cruzada (al menos cuando es dioica).

## Taxonomía
Scleropogon brevifolius fue descrita por Rodolfo Amando Philippi y publicado en Anales de la Universidad de Chile 36: 206. 1870.
Etimología
El nombre del género deriva de las palabras griegas skleros (duro) y pogon (barba), aludiendo a sus aristas duras. 
brevifolius: epíteto latíno que significa "con pequeñas hojas"
Sinonimia
- Festuca macrostachya Torr. & A.Gray
- Lesourdia karwinskyana E.Fourn.
- Lesourdia multiflora E.Fourn.
- Scleropogon karwinskyanus (E.Fourn.) Benth. ex S.Watson
- Scleropogon longisetus Beetle
- Tricuspis monstra Munro ex Hemsl.[4][5]